# Iglesia de San Pedro Apóstol (Castillo de Villamalefa)
La iglesia parroquial de San Pedro Apóstol del Castillo de Villamalefa, en la comarca del Alto Mijares, es un lugar de culto declarado de manera genérica Bien de Relevancia Local, según la Disposición Adicional Quinta de la Ley 5/2007, de 9 de febrero, de la Generalidad, de modificación de la Ley 4/1998, de 11 de junio, del Patrimonio Cultural Valenciano (DOCV Núm. 5.449 / 13/02/2007), con código 12.08.041-002.
Pertenece al arciprestazgo 14, conocido como de San Vicente Ferrer, con sede en Lucena del Cid, de la diócesis de Segorbe-Castellón.